# Cuspidella quadridentatum
Cuspidella quadridentatum is een hydroïdpoliep uit de familie Campanulinidae. De poliep komt uit het geslacht Cuspidella. Cuspidella quadridentatum werd in 1874 voor het eerst wetenschappelijk beschreven door Hincks. 